# Sanctuary (Iron Maiden)
Sanctuary è un singolo del gruppo musicale britannico Iron Maiden, il secondo estratto dal primo album in studio Iron Maiden (nonostante nell'edizione europea il brano non fu incluso) e pubblicato il 16 maggio 1980.

## Antefatti
Una prima versione di Sanctuary apparve nella raccolta Metal for Muthas (1980) ed era stata realizzata dal gruppo mentre era costituito da quattro membri, con Doug Sampson alla batteria. Nonostante la raccolta fosse stata recensita negativamente dalla rivista Sounds, la stessa apprezzò gli Iron Maiden, descrivendo la canzone come "allettante per il loro album di prossima pubblicazione."
La versione definitiva fu registrata durante le sessioni dell'omonimo album di debutto e, secondo il chitarrista Dave Murray, "era dieci volte meglio della versione apparsa originariamente in Metal for Muthas."
Nonostante sia accreditata a Murray, Steve Harris e a Paul Di'Anno, la canzone venne originariamente scritta dal chitarrista Rob Angelo (membro degli Iron Maiden nel 1977), il quale venne pagato 300 sterline per i diritti sulla canzone.

## Pubblicazione
Il singolo fu pubblicato in 45 giri il 16 maggio dello stesso anno durante le tappe britanniche dell'Iron Maiden Tour, debuttando alla posizione 33 nella Official Singles Chart e raggiungendo la 29ª posizione nella settimana successiva.
Il lato B include due brani eseguiti dal vivo il 3 aprile 1980 al Marquee Club di Londra: Drifter (apparsa successivamente nel secondo album Killers) e I've Got the Fire, originariamente composta dai Montrose. La versione dal vivo di Drifter presente nel singolo include un'interazione con il pubblico, il quale viene invitato a seguire l'allora cantante Paul Di'Anno mentre egli cantava "Yo Yo Yo", parodiando Walking on the Moon dei Police.

## Copertina
La copertina del singolo fu oggetto di controversia, in quanto mostra la mascotte Eddie brandire un coltello mentre sta accovacciato sul cadavere dell'allora Primo ministro Margaret Thatcher. Il manager del gruppo, Rod Smallwood, spiegò il concept della copertina:
 Fu lo stesso Smallwood a suggerire all'EMI che la copertina venisse pubblicata con la faccia della Thatcher censurata "in quanto avrebbe ritagliato un angolo per i tabloid, attirando su di essa l'attenzione."
Il tentativo di ottenere la copertina ebbe successo, con il Daily Mirror che riportò una storia sul singolo, pubblicando la versione non censurata il 20 maggio con il titolo "È omicidio! Maggie aggredita dal rock." Anche il Daily Record pubblicò un articolo in cui espresse il proprio disappunto per la copertina (definendola orribile), così come le interviste ai Giovani Conservatori Scozzesi che definirono la copertina "di pessimo gusto."
Margaret Thatcher apparve anche nella copertina del singolo successivo Women in Uniform, la quale viene raffigurata armata di mitragliatrice e pronta a vendicarsi su Eddie.

## Tracce
- Lato A

1. Sanctuary – 3:12 (Paul Di'Anno, Steve Harris, Dave Murray)
2. Prowler – 3:56 (Steve Harris) – presente soltanto nella versione olandese

- Lato B

1. Drifter (Recorded Live at London's Marquee Club, April 3, 1980) – 6:25 (Steve Harris)
2. I've Got the Fire (Recorded Live at London's Marquee Club, April 3, 1980) – 3:00 (Ronnie Montrose) – originariamente interpretata dai Montrose

## Formazione
- Paul Di'Anno – voce
- Dave Murray – chitarra
- Dennis Stratton – chitarra, cori
- Steve Harris – basso, cori
- Clive Burr – batteria

## Classifiche
| Classifica (1980) | Posizione massima |
| ----------------- | ----------------- |
| Regno Unito       | 29                |